# دنيس ريا
دنيس ريا (بالإنجليزية: Dennis Rea)‏ هو موسيقي أمريكي، ولد في 7 يوليو 1957.

## وصلات خارجية
- الموقع الرسمي
- دنيس ريا على موقع ميوزك برينز (الإنجليزية)
- دنيس ريا على موقع ديسكوغز (الإنجليزية)